# Valaliky
Valaliky é um município da Eslováquia, situado no distrito de Košice-okolie, na região de Košice. Tem 8,63 km² de área e sua população em 2018 foi estimada em 4.531 habitantes.

## Demografia
| Ano:        | 1994 | 2004   | 2014   | 2024   |
| ----------- | ---- | ------ | ------ | ------ |
| Broj ljudi: | 3563 | 3913   | 4264   | 4549   |
| Razlika:    |      | +9,82% | +8,97% | +6,68% |

| Ano:               | 2023 | 2024   |
| ------------------ | ---- | ------ |
| Número de pessoas: | 4520 | 4549   |
| Diferença:         |      | +0,64% |